# Pellène

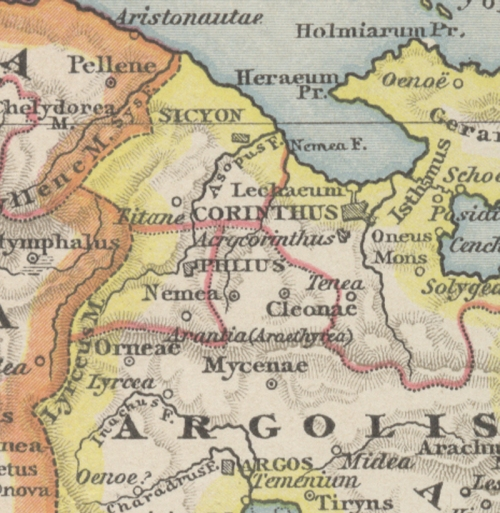
Ancienne carte du golfe de Corinthe sur laquelle figure Pellène.

Pellène (en grec ancien : Πελλήνη) est une cité grecque d’Achaïe sur le golfe de Corinthe, sur le territoire de la commune moderne de Xylókastro. C'était la plus orientale des douze villes achéennes (la ligue achéenne). Son territoire bordait celui de Sicyone à l'est et celui d'Égira à l'ouest. Pellène était située à 60 stades de la mer, sur une colline fortement fortifiée, dont le sommet s'élevait en un pic inaccessible, divisant la ville en deux parties. Son port était situé à Aristonautae (en).

## Mythologie et protohistoire
Son nom a été dérivé d'après les habitants eux-mêmes du nom du géant Pallas, et pour les argiens de celui de Pellen, un fils de Phorbas,,,,. Pellène était une cité très ancienne : elle est mentionnée dans le Catalogue des vaisseaux homérique de l'Iliade. Selon la tradition, retranscrite par Thucydide, les habitants de Scione dans le dème de Pallíni en Macédoine prétendaient descendre des Palléniens achéens, qui furent chassés sur la côte macédonienne à leur retour de Troie.

## Histoire
Au début de la guerre du Péloponnèse, Pellène était la seule des villes achéennes qui embrassa la cause spartiate, bien que d'autres États suivirent ensuite cet exemple. C'était un membre de la première Ligue achéenne jusqu'à ce que cette ligue soit dissoute par Alexandre le Grand. À cette époque Pellène tomba sous la domination d'un de ses citoyens du nom de Chaeron, un athlète de renom, qui devient un tyran avec l'aide d'Alexandre. Vers 270/265 avant notre ère, c'était à nouveau une démocratie rejoignant la Ligue achéenne reformée. Dans les guerres qui suivirent le rétablissement de la ligue achéenne, Pellène fut plusieurs fois prise et reprise par les partis en guerre. En 241 avant notre ère, Pellène fut brièvement conquise par la Ligue étolienne, mais le raid fut stoppé par Aratos de Sicyone lors de la bataille de Pellène. En 225 avant notre ère, la cité a été capturée par Cléomène III de Sparte, mais après l'intervention réussie de la Macédoine, elle a été rendue à l'Achaïe l'année suivante. Pellène est ensuite restée membre de la Ligue achéenne jusqu'à la conquête romaine en 146 avant notre ère.

## Description
Les bâtiments de Pellène sont décrits par Pausanias. Parmi ceux-ci, les plus importants étaient un temple d'Athéna, avec une statue de la déesse, qui aurait été l'une des œuvres antérieures de Phidias ; un temple de Dionysos Lampter, en l'honneur duquel une fête, Lampteria, était célébrée ; un temple d'Apollon Theoxenius, à qui un festival, Theoxenia, était dédié ; un gymnase, et plus encore. À soixante stades de la ville se trouvait le Mysaeum (Μύσαιον), un temple de Demeter de Mysie, et près de lui un temple d'Asclépios, appelé Cyrus (Κῦρος). À proximité de ces deux endroits se trouvaient des sources abondantes.
Entre Aegium and Pellène, certains auteurs antiques mentionnent un village également appelé Pellène, célèbre pour la fabrication d'un type particulier de manteaux, qui ont été donnés comme récompense dans les compétitions de lutte de la ville,. D'autres, cependant, remettent en question cette deuxième Pellène, supposant que Strabon décrit Pellène à la fois comme citadelle et village.

## Situation
Les ruines de la cité se situent au sud ouest de Xylókastro sur la côte septentrionale du Péloponnèse. 

## Personnalités liées à la cité
- Phanas de Pellène, triple vainqueur à la course lors des 67e Jeux olympiques, en 512 av. J.-C.
- Promaque de Pellène, vainqueur du pancrace aux 94e Jeux olympiques en 404 av. J.-C., également vainqueur des Jeux isthmiques et néméens.
- Chéron de Pellène, tyran de Pellène au IVe siècle av. J.-C.